# Пушка (песня)
«Пушка» — песня российского рэп-исполнителя 10AGE, выпущенная 18 июня 2021 года лейблом Legacy Music посредством цифровой дистрибуции. Композицию спродюсировал российский битмейкер Николай «Холла» Собкалов, ранее работавший над сведением прошлого сингла рэпера «Нету интереса». Автором текста выступил сам Дмитрий «10AGE» Панов. 13 августа 2021 состоялась премьера музыкального клипа к синглу.
Песня, как и другие успешные релизы рэпера 2021 года, была посвящена критике определённого порока, в данном случае — пристрастия к риску и азартным играм, которое может привести в малоприятные места и ситуации. Как и в случае с треками «Нету интереса» и «Зоопарк», многие представители музыкальной индустрии отмечали сходство стилистики трека со звучанием творчества казахского рэпера Скриптонита.
«Пушка» стала одним из самых успешных синглов 10AGE за 2021 год. Она вошла в топ чартов четырёх музыкальных стриминговых платформ и заняла шестое место в списке наиболее прослушиваемых композиций «VK Музыки» за 2021 год. Spotify и онлайн-журнал «Афиша Daily» назвали песню одной из самых популярных летних хитов, а редакция The Flow поместили «Пушку» на 20-е место в списке «50 лучших песен 2021».

## Создание и релиз
«Пушка» вышла в свет вслед за синглом «Нету интереса» — первым по-настоящему успешным релизом рэпера Дмитрия «10AGE» Панова, премьера которого состоялась 5 марта 2021 года, после чего, 7 мая, на YouTube выходит музыкальное видео на песню, которое по состоянию на 20 декабря 2021 набрало сверх 3 миллионов просмотров. До «Нету интереса» также состоялся выход сингла «На колени!», не удостоившегося особой популярности. «Нету интереса» же смогла попасть в топ чартов большинства музыкальных стриминговых платформ, среди которых «Яндекс.Музыка», Apple Music и «VK Музыка», а также составить конкуренцию композициям с шестого студийного альбома казахского рэпера Скриптонита «Свистки и бумажки», выход которого состоялся почти через месяц после релиза сингла — 27 марта 2021 года. Помимо этого, именно с «Нету интереса» большинство критиков и представителей музыкальной индустрии начинают отслеживать сходство в звучании треков Панова с треками Скриптонита.
Музыка к треку была написана российским битмейкером Николаем «Холла» Собкаловым, ранее уже сотрудничавшим с рэпером над сведением песни «Нету интереса», текст же традиционно был написан самим Дмитрием «10AGE» Пановым. В «Пушке» Панов читает о пристрастии к риску и азартным играм, которое может привести в малоприятные места и ситуации. Как неоднократно признавался 10AGE, в свои треки он часто пытается закладывать «второе дно», которое представляет собой скрытый смысл, становящийся явным после повторного прослушивания. По утверждениям Панова, он делает это для того чтобы попытаться повлиять на мышление своих слушателей и показать со стороны разрушительность определённого поведения и пороков. Так, если «Нету интереса» критиковал меркантильность среди молодёжи, то «Пушка» должна была продемонстрировать деструктивность пристрастия к азартным играм. По признанию 10AGE, написание «Пушки» далось ему чуть легче, чем работа над «Нету интереса».
Сам трек вышел в свет 18 июня 2021 года на лейбле Legacy Music через цифровую дистрибуцию. Впоследствии в начале сентября 10AGE в качестве хедлайнера исполнил «Пушку» и «Нету интереса» на презентации коллекции бренда одежды Garage, а также на шоу Басты «MC Taxi» вместе с песней «Зоопарк», вышедшей 17 сентября 2021. Помимо этого, на шоу Панов презентовал новый ещё не вышедший трек и заявил что работает над своим первым студийным альбомом. Также 10AGE признавался, что вкупе с самим треком он делал упор на донесение смысла песни в музыкальном клипе на «Пушку», для которого он написал сценарий. Премьера клипа состоялась 13 августа 2021 года на официальном YouTube-канале лейбла Legacy Music. На момент 16 августа 2022 года клип набрал чуть более 2 миллионов просмотров.

## Восприятие
«Пушка» совместно с треком «Нету интереса» вошла в список десяти наиболее прослушиваемых композиций музыкальной стриминговой платформы «VK Музыка»: композиции заняли шестое и третье место, соответственно. Помимо этого она также совместно с «Нету интереса» стала одной из самых популярных песен лета по версии Spotify. «Пушка» вошла в список 15 хитов лета 2021 года по версии журнала «Афиша Daily». По мнению Владимира Завьялова, «Пушка» показывает как «дело Скриптонита можно вывезти из Павлодара в чарты, аудиосистемы тачек и кальянные». Завьялов посчитал, что артист удачно совместил «дух, мрак, порок и сюжет» треков Скриптонита с клише кальянного рэпа. Подытоживая, журналист предположил, что из 10AGE может вырасти «большой хитмейкер». Сингл попал в список «50 лучших песен 2021» по мнению редакции The Flow, в котором занял 20-е место, опередив в рейтинге таких артистов, как GONE.Fludd (с песней «UFO Luv») и Земфиру (с песней «Жди меня» из альбома «Бордерлайн»). Представитель сайта назвал сингл абсолютным хитом: «Ритмические и мелодические темы меняются так часто, что когда тебе кажется, будто 10AGE выложил уже весь набор своих техник, он находит что-то новое: поёт, орёт, кричит, шепчет. За три с небольшим минуты в „Пушке“ проносится целый вихрь эмоций, как будто человек прожил небольшой фильм». «Пушка» также вошла в состав схожего списка «Лучших треков 2021 года» от музыкального ресурса «ТНТ Music». Редакция издания Rap.ru посчитало, что большую роль в популярности трека сыграла китайская социальная сеть TikTok, в которой «Пушка» также добилась определённой известности. Как и большинство последующих после «Нету интереса» треков, звучание «Пушки» сравнивалось с таковым у работ казахского рэпера Скриптонита.

## Список композиций
| №  | Название | Текст песни   | Музыка | Длительность |
| -- | -------- | ------------- | ------ | ------------ |
| 1. | «Пушка»  | Дмитрий Панов | Холла  | 3:23         |

## Рейтинги
| Год  | Издатель  | Рейтинг         | Позиция | Прим.  |
| ---- | --------- | --------------- | ------- | ------ |
| 2021 | ВКонтакте | Топ треков года | 6       | [ 33 ] |

## Позиции в чартах
| Чарт (2021)                           | Высшая позиция |
| ------------------------------------- | -------------- |
| Россия («Яндекс.Музыка»)              | 8              |
| Россия (Apple Music)                  | 6              |
| Россия (Apple Music: Москва)          | 7              |
| Россия (Apple Music: Санкт-Петербург) | 8              |
| Россия (Spotify)                      | 7              |
| Россия («СберЗвук»)                   | 17             |
| Россия (Deezer)                       | 6              |
| Россия (Shazam)                       | 3              |
| Россия («ВКонтакте»)                  | 1              |
| Россия (YouTube Music)                | 19             |